# 보잉 F-15S
보잉 F-15S는 F-15E 스트라이크 이글의 사우디아라비아판이다.

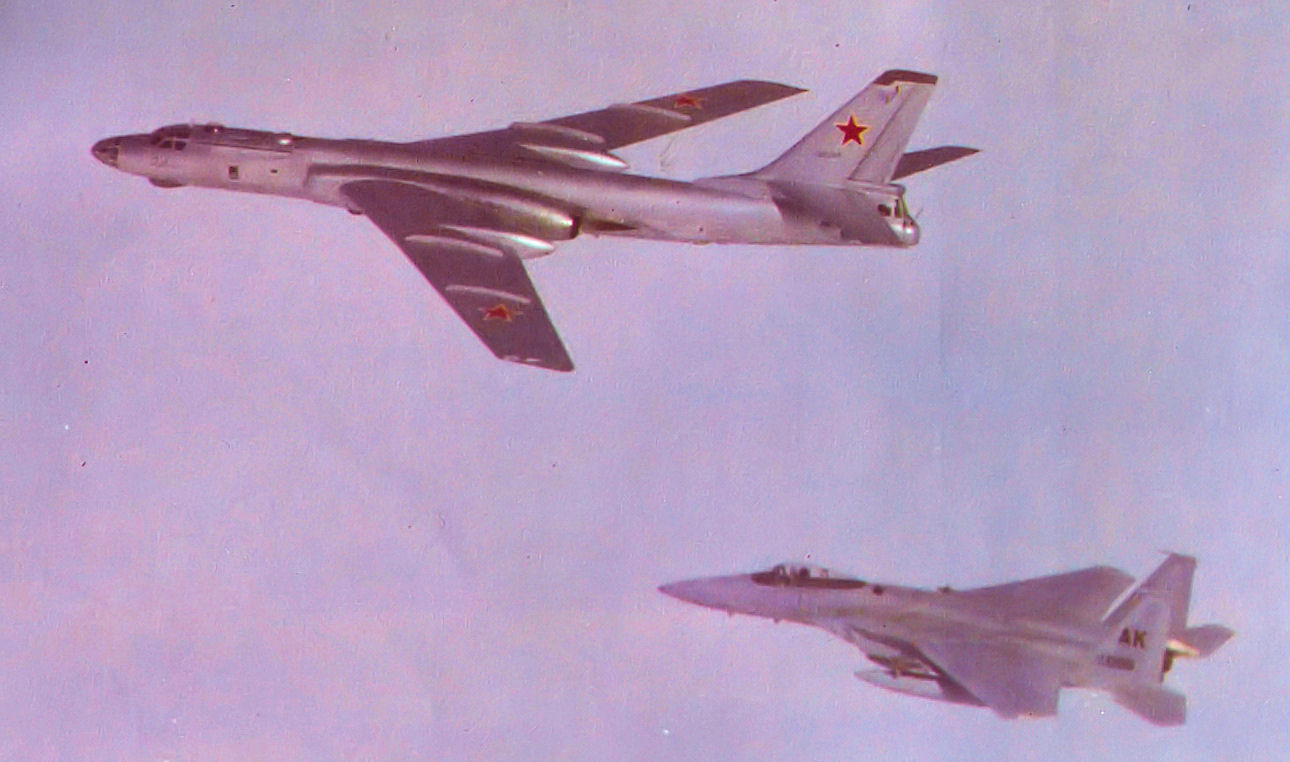
투플레프16 폭격기와 F-15S.

## 역사
사우디아라비아는 미국,일본에 이어 3번째로 많은 F-15를 가진 보유국이다. 60여대의 F-15C/D. 70대의 F-15S. 총 130여대의 F-15를 보유하면서, 300~350대를 보유한 미국, 220대를 가진 일본에 이어 3번째로 많은 국가가 됐다.

### 사우디 아라비아의 F-15 전력
- 사우디아라비아 - F-15C/D 60대 AN/APG-63 레이다.
- 사우디아라비아 - F-15S 72대 AN/APG-70 레이다.
- 사우디아라비아 - F-15SA 84대 AN/APG-63(v)3 레이다. 2016년부터 2019년까지 도입될 예정이다.

## 제원
- 승무원: 2명
- 엔진: 2 x General Electric F110-GE-129C Thrust: 29,400 lbs
- 날개 길이: 42.8 ft (13 m)
- 길이: 63.8 ft (19.44 m)
- 높이: 18.5 ft (5.6 m)
- 공허 중량: 37,500 lbs (17,010 kg)
- 최대 이륙 중량: 81,000 lbs (36,750 kg)
- 연료 탱크: 35,550 lbs (3 external tanks plus conformal fuel tanks)
- 속력: 1,875 mph (Mach 2.5+) C
- 고도: 60,000 ft (18,288 m)
- 항속거리: 2,400 miles (3,862.4 km)

## 같이 보기
- 보잉 F-15E 스트라이크 이글
- 보잉 F-15I
- 보잉 F-15SG
- F-15K